# 丁太洋
丁太洋 ，原名丁太陽，清朝漢人，曾為親軍營官、都司等職，授三品游擊銜兼賞戴花翎。

## 出身和立功過程
出身太平軍，隨侍王李世賢作戰。太平天國潰敗後，於福建汀洲投誠。

後隨左宗棠征戰福建、粵等地，協助掃蕩太平軍殘部，因功升都司。

同治六年(1867年)，因其勇猛善戰，左宗棠乃劃手下一親兵營歸其統帶，隸屬甘肅提督高連升部。因於戰事中多立戰功，得三品游擊銜兼賞戴花翎。

## 慘遭問斬
然丁太洋貪婪之性漸現，先是擅縱親兵，繼之利用缺額大肆冒領糧餉，一營缺額竟達一百四十餘名，其餉皆由丁太洋私吞。總理營務處道員祝塏、李耀南二人聞之，密報左宗棠。左宗棠思慮再三，決定先摘其頂戴，再請旨將其革職留任，飭其將缺額勇丁補足，並命將其冒領所得歸還糧台。

然令未下，祝塏再次密報：「據探聽，丁太洋因西征糧餉中斷，正密謀離陝入甘，向兩河大總戎馬化龍投降。」左宗棠聽聞，大駭，當即改變主意，決心先斬後奏。

隔日，丁太洋奉左宗棠急召進城，毫不知情，隨行親兵被攔截於城門外。行至行轅，即遭拿下綑綁。不多時，又遭軍士押出城外，以「謀反、冒餉」當即問斬。隨後左宗棠向朝廷拜摺，並傳諭各營速補缺額，冒領糧餉者，定斬不饒。